# 宮木果乃
宮木　果乃（みやき　かの、2005年3月13日 - ）は、東京都出身の、日本の柔道選手。階級は48kg級。身長152cm。血液型はO型。組み手は左組み。得意技は背負投。

## 経歴
柔道は5歳の時に香竜館で始めた。修徳中学3年の時に全国中学校柔道大会の44kg級で優勝した。修徳高校へ入学すると、1年の時には全国高校選手権にエントリーするも、出場しなかった。2年の時にはインターハイ48kg級の決勝で佐賀商業高校2年の近藤美月に大外返で敗れて2位だった。全国高校選手権では準決勝で近藤を僅差で破るなどして優勝した。3年の時にはインターハイの準決勝で近藤に技ありで敗れて3位だった。世界カデでは決勝でスウェーデンのタラ・バブルファトを寝技の攻防から袈裟固で破って優勝した。10月の講道館杯では準決勝で世界ジュニアチャンピオンである東海大学2年の吉岡光を背負投で破るも、決勝で福岡県警の立川莉奈に反則負けを喫して2位だった。12月のグランドスラム・東京は渡名喜風南の代替で出場すると、準決勝で山梨学院大学3年の古賀若菜、決勝で立川をそれぞれ技ありで破って、IJFワールド柔道ツアー初出場で優勝を飾った。ベルギー国際ではジュニアの部で優勝すると、翌日のシニアの部でも優勝した。2023年4月からは日本大学へ進学した。1年の時には体重別では初戦で敗れた。全日本ジュニアでは優勝した。世界ジュニアでは決勝でトルコのシラ・エルシンを肩固で破るなど、オール一本勝ちして優勝を飾った。講道館杯では準決勝で東海大学1年の近藤に技ありで敗れて3位だった。グランドスラム・東京では準々決勝でポルトガルのカタリナ・コスタに敗れるも、その後の3位決定戦でバブルファトに反則勝ちした。グランプリ・オディベーラスでは決勝で吉岡に技ありで敗れて2位だった。2年の時には体重別の決勝でJR東日本の古賀に払腰で敗れて2位だった。続くアジア選手権では準々決勝でカザフスタンのアビバ・アブジャキノワに技ありで敗れるも、その後の敗者復活戦を勝ち上がって3位になった。講道館杯では準決勝で近藤に反則負けして3位だった。グランドスラム・東京では準決勝で近藤に崩袈裟固で敗れて3位だった。グランドスラム・タシケントでは決勝で吉岡に反則勝ちして優勝した。3年の時には体重別の初戦を計量失格により不戦敗となった。
IJF世界ランキングは2190ポイント獲得で30位(25/4/7現在)。

## 戦績
- 2019年 -　全国中学校柔道大会　優勝(44kg級)
- 2019年 -　マルちゃん杯　3位
- 2021年 -　インターハイ　2位
- 2021年 -　全日本ジュニア　5位
- 2022年 -　全国高校選手権　優勝
- 2022年 -　インターハイ　3位
- 2022年 -　世界カデ　優勝
- 2022年 -　講道館杯　2位
- 2022年 -　グランドスラム・東京 優勝
- 2023年 -　ベルギー国際　ジュニアの部　優勝　シニアの部　優勝
- 2023年 -　全日本ジュニア　優勝
- 2023年 -　世界ジュニア　優勝
- 2023年 -　講道館杯　3位
- 2023年 -　グランドスラム・東京　3位
- 2024年 -　グランプリ・オディベーラス　2位
- 2024年 - 体重別 3位
- 2024年 - アジア選手権　3位
- 2024年 -　講道館杯　3位
- 2024年 -　グランドスラム・東京　3位
- 2025年 - グランドスラム・タシケント　優勝

(出典、JudoInside.com)